# ممنونم ایمی
«ممنونم ایمی» (انگلیسی: Thank You Aimee به شیوهٔ نوشتاری thanK you aIMee) ترانه‌ای از خواننده-ترانه‌سرای آمریکایی تیلور سوئیفت است که در نسخهٔ دوگانهٔ یازدهمین آلبوم استودیویی او دپارتمان شاعران رنج‌کشیده (۲۰۲۴) قرار دارد. سوئیفت و آرون دسنر این ترانه را نوشتند و این دو با جک آنتونوف آن را تهیه کردند. این قطعه اثری کانتری و فولک است و اشعار آن در مورد برخورد با یک قلدر دبیرستانی صحبت می‌کند. با توجه به محتوای اشعار و شیوهٔ نوشتاری عنوان ترانه، برخی از نشریات «ممنونم ایمی» را دیس ترکی به کیم کارداشیان تعبیر کردند. این ترانه در ۲۰۰تای جهانی بیلبورد به رتبهٔ ۲۹ رسید و به جدول‌های ملی استرالیا، کانادا، نیوزیلند، پرتغال و ایالات متحده راه یافت.